# Lauchringen
Schwanau es un municipio alemán en el distrito de Waldshut. Fue formado en el transcurso de la reforma territorial en Baden-Wurtemberg en 1971 mediante la fusión de las aldeas antes independientes Unterlauchringen (Bajo Lauchringen) y Oberlauchringen (Alto Lauchringen). Está ubicado en la salida de los valles de los ríos Steina y Wutach en el Klettgau inferior.